# Vũ Văn Diến
Vũ Văn Diến là kiểm sát viên cao cấp người Việt Nam. Ông hiện giữ chức vụ Viện trưởng Viện kiểm sát nhân dân tỉnh Lâm Đồng.

## Tiểu sử
Vũ Văn Diến là Đảng viên Đảng Cộng sản Việt Nam.
Chiều ngày 27 tháng 9 năm 2013, Vũ Văn Diến, Phó Viện trưởng Viện kiểm sát nhân dân tỉnh Lâm Đồng, được Phó Viện trưởng Viện kiểm sát nhân dân tối cao Việt Nam Bùi Mạnh Cường trao quyết định của Viện trưởng Viện kiểm sát nhân dân tối cao Việt Nam bổ nhiệm giữ chức vụ Viện trưởng Viện kiểm sát nhân dân tỉnh Yên Bái nhiệm kì 5 năm kể từ ngày 1 tháng 10 năm 2013 thay cho Nguyễn Tiến Sơn được điều động, bổ nhiệm giữ chức Vụ trưởng, Thư ký Viện trưởng VKSND tối cao.
Tháng 10 năm 2015, tại Đại hội đại biểu Đảng bộ tỉnh Lâm Đồng khóa 10, Vũ Văn Diến, Viện trưởng Viện kiểm sát nhân dân tỉnh Lâm Đồng, được bầu vào Ban Chấp hành Đảng bộ tỉnh Lâm Đồng khóa 10 nhiệm kì 2015-2020.
Ngày 3 tháng 4 năm 2016, Vũ Văn Diến được bổ nhiệm chức danh kiểm sát viên cao cấp.
Tháng 4 năm 2018, Vũ Văn Diến là Tỉnh ủy viên, Bí thư ban cán sự đảng CSVN VKSND tỉnh Lâm Đồng, Viện trưởng VKSND tỉnh Lâm Đồng.